# Philippa Wiking
Gertrud Lilly Philippa Wiking, född Björck den 27 mars 1920 i Kalmar, död den 6 december 2010 i Lammhult, var en svensk översättare, bibliotekarie och missionär.
Under studietiden i Uppsala träffade hon Birger Wiking (1914–1990) som hon 1944 gifte sig med. De arbetade i tio år som missionärer i Tanganyika. Tillsammans med maken skrev hon 1958 boken Mitt i Afrika.
Under åren i Piteå arbetade hon som bibliotekarie vid stadsbiblioteket och översatte från engelska och tyska ett stort antal fackböcker, främst inom ämnesområdena psykologi och religion. Hon var också aktiv i styrelsen för Rädda Barnen.
Makarna Wiking är begravda på Stenberga kyrkogård.

## Översättningar (urval)
- John V. Taylor: Såsom i begynnelsen: en bok om afrikansk religion (The primal vision: Christian presence amid African religion) (SKD, 1965)
- Medard Boss: Indisk visdom och modern psykiatri: en själsläkare upptäcker Indien (Indienfahrt eines Psychiaters) (Natur och kultur, 1967)
- Rollo May: Kärlek och vilja (Love and will) (Aldus/Bonnier, 1972)
- Arthur Janov: Primalskriket: om primalterapi: en ny metod att bota neuroser (The primal scream) (Wahlström & Widstrand, 1974)
- R. D. Laing: Samtal med barn (Conversations with children) (Norstedt, 1979)
- Alice Miller: I begynnelsen var uppfostran (Am Anfang war Erziehung) (Wahlström & Widstrand, 1982)
- Moder Teresa: Det levande ordet: böner och meditationer för var dag på året (Jesus, the word to be spoken) (Catholica, 1997)
- Josef F. Spiegel: Jag vill bli fri: slaven Onesimos väg (Ich will Freiheit) (Sankt Eriks bokförlag, 2000)